# Železniční trať Gajdobra – Bačka Palanka
Železniční trať Gajdobra–Bačka Palanka (srbsky Железничка пруга Гајдобра–Бачка Паланка) se nachází v srbské Vojvodině. 
Jednokolejná neelektrizovaná železniční trať je vedena je v rovinaté krajině, na své trase překonává zavlažovací kanál Karavukovo–Bački Petrovac po ocelovém mostě. Její délka činí 14,5 km.

## Historie
Trať byla zbudována v době existence Rakousko-Uherska. Do města Bačka Palanka ji doprovázela rovnoběžně vedoucí trať z Bače. Výstavba trati byla zahájena v roce 1894 a dokončena dne 20. října 1896, kdy byl zahájen pravidelný provoz. Akciová společnost, která financovala výstavbu trati, však zplakala nad výdělkem. Ukázalo se, že do malého (tehdy jihouherského města) bylo zbudování hned dvou tratí příliš a nová stavba nebyla rentabilní. Nákladní doprava po Dunaji se ukázala být sice pomalejší, nicméně levnější, než byla doprava po železnici. 
Na počátku 21. století byla trať v dezolátním stavu a mimo provoz. V roce 2016 bylo rozhodnuto o odstranění části trati na území města Bačka Palanka, kde vzniknou nové ulice.

## Stanice
- Gajdobra
- Nova Gajdobra
- Bačka Palanka teretna
- Bačka Palanka